# Čedomir Bumbić
Čedomir Bumbić (* 8. září 1999) je rakousko-bosenský fotbalista, který hraje jako obránce za NK Maribor.

## Klubová kariéra
Bumbić začal svou kariéru v SV Srbija 08. V roce 2011 přešel do SC Kaiserebersdorf. V roce 2014 se připojil k akademii Austrie Vídeň.
V sezóně 2017/18 hrál za SV Schwechat.
V sezóně 2018/19 hrál za SC Wiener Neustadt. V srpnu 2018 debutoval ve 2. Lize, v pátém kole sezóny nastoupil proti FC Wacker Innsbruck, v 90. minutě střídal Filipa Faletara. V lednu 2020 klub opustil.
Půl roku byl bez klubu. Od sezóny 2020/21 hrál za First Vienna FC 1894.
V létě 2025 přestoupil do slovinského prvoligového klubu NK Maribor.